# Lioré et Olivier LeO 451
Le Lioré et Olivier LeO 451, appelé communément « LeO 45 », était un bombardier du constructeur français Lioré et Olivier, dont le prototype vola pour la première fois le 16 janvier 1937, piloté par Jean Doumerc.

## Conception
Le LeO 451 a été dessiné par l'ingénieur français Pierre Mercier. L'avion était l'un des seuls bombardiers français, avec l'Amiot 354, de conception moderne en 1939 lors de l'entrée en guerre de la France. Il fut le bombardier moyen le plus rapide de sa génération, plus rapide que les bombardiers allemands de même catégorie (Schnellbomber), tels que les Dornier Do 17K,  Heinkel He 111E et Junkers Ju 88A.
Le prototype avait fait son premier vol le 16 janvier 1937. Mais ses essais devaient progresser très lentement, du fait en particulier du manque de fiabilité de ses moteurs Hispano-Suiza 14AA à cylindres en étoile de 1 120 ch ; ils durent être remplacés en juillet 1938 par des Gnome et Rhône 14N de 1 030 ch moins puissants mais plus fiables. Il fut re-désigné LéO 451-01.
Derrière le pilote, l'opérateur radio pouvait se servir d'une mitrailleuse MAC 1934 de 7,5 mm (500 cartouches) située dans une nacelle ventrale rétractable. Le mitrailleur de queue disposait d'un canon HS-404 de 20 mm (120 obus), plus puissant que les MG FF allemands. Une autre MAC 1934 était située dans le nez (300 cartouches). Il pouvait emporter sept bombes de 200 kg : dans ce cas, le carburant était limité à 1 000 litres. Il emportait 3 240 litres de carburant au total.

## Production et utilisation

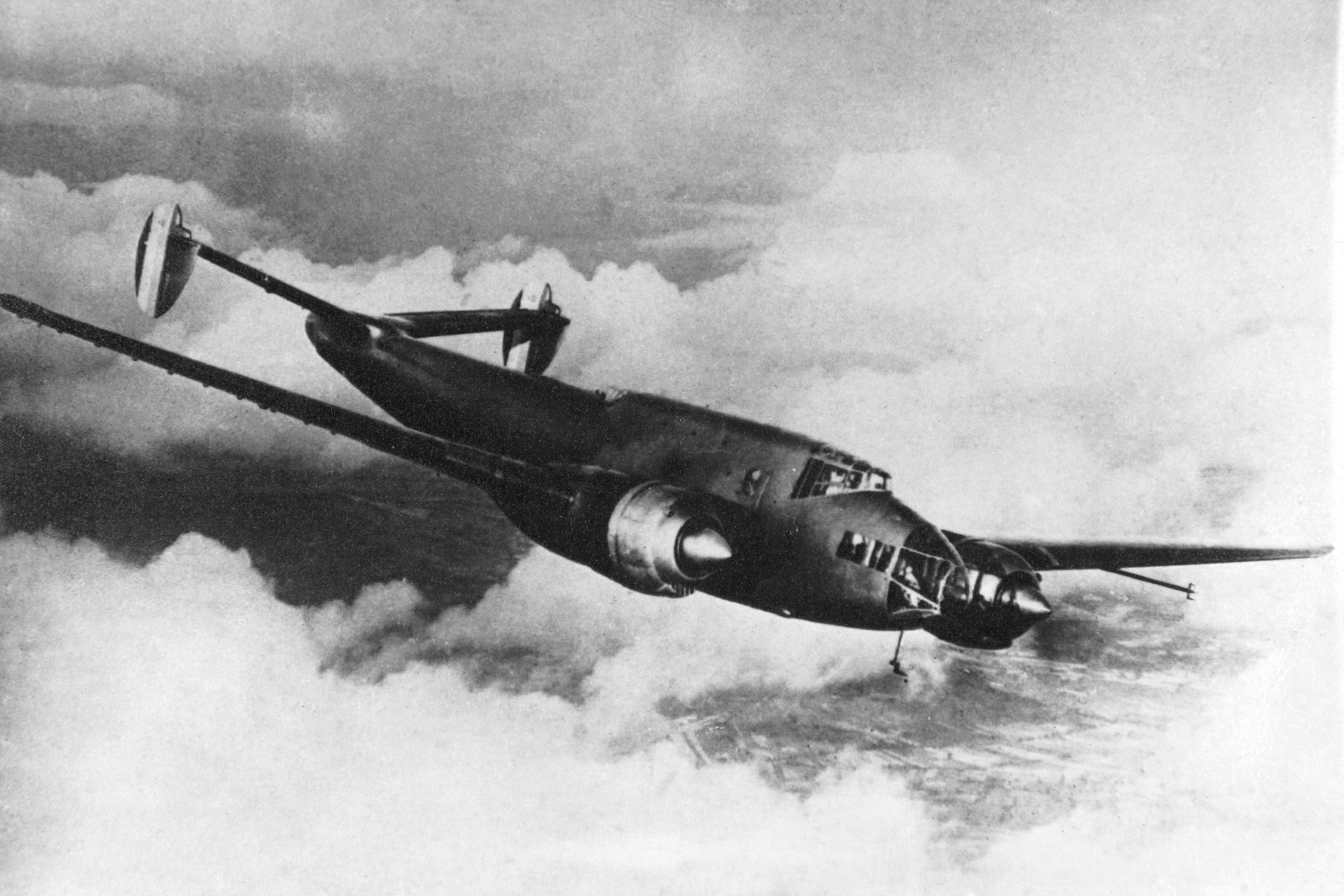
Lioré et Olivier LeO 45

Du fait de sa structure complexe, le LéO était particulièrement long et coûteux à produire en série. Toutefois, l’appareil bénéficiant d’une priorité dans la mobilisation industrielle engagée au début de la guerre, l'Armée de l'Air commanda 749 LéO 451 et demanda à la SNCASE (société nationale dont faisait partie Lioré & Olivier) de démarrer la production sans plus tarder. Le premier appareil de série sortit d'usine en 1938. Les LéO 451 étaient équipés de Gnome-Rhône 14N-48, 14N-38 ou 14N-46. Les hélices venaient à manquer et l'hélice Ratier parfois montée en remplacement baissait la vitesse de pointe.
À la déclaration de guerre, seuls 22 exemplaires avaient été livrés et dix pris en compte par l'Armée de l'air. Il fut alors affecté à une unité chargée de son évaluation en conditions opérationnelles et effectua des reconnaissances au-dessus de l'Allemagne. Au 10 mai 1940, 222 LéO 451 avaient été livrés, mais seuls 54 étaient opérationnels: les autres étaient en cours de réparation ou de modifications. Dix appareils des GB I/12 et II/12 effectuèrent un raid dès le 11 mai, mais furent utilisés à basse altitude alors qu'il s'agit d'un appareil de moyenne altitude (5 000 mètres). Un fut abattu et huit autres endommagés. Bien que rapide pour un appareil français (sa vitesse de croisière, avec 420 km/h, était excellente en 1940), il était plus lent que les Bf 109 et Bf 110.
Il souffrit également de bombardements, les bases étant mal protégées. Il effectua également des raids contre l'Italie, jusqu'à Palerme. Se battre contre l'Italie dépourvue de radars fut plus aisé que contre la Luftwaffe. Malgré les pertes, la fabrication du LéO 451 était rapide et atteignait 4 à 5 exemplaires par jour. 452 exemplaires furent construits au total, avec 373 livrés (dont 13 à l'Aéronavale). 130 exemplaires furent perdus au combat. Le canon de 20 mm se montra efficace et permit d'abattre deux Bf 110 le 6 juin 1940.
Environ 500 exemplaires devaient sortir d’usine avant l’armistice, dont 365 seulement pris en compte par l’armée de l’Air.
La production fut reprise sous l'occupation allemande au bénéfice de l'aviation du gouvernement de Vichy. Deux mitrailleuses supplémentaires furent ajoutés pour renforcer la défense à l'arrière, mais cela rendit le pilotage plus difficile. 109 exemplaires supplémentaires furent construits jusqu'en 1942, grâce à un accord passé en 1941. L'un d'eux, le n°359, fut équipé d'un système destiné à faire sauter des mines navales. Les aéronefs tombés aux mains des Allemands furent affectés au transport, un petit nombre convertis spécialement pour le chargement de fûts de carburant, tandis que 12 autres étaient cédés à la Regia Aeronautica italienne qui les intégra à son 51e Gruppo de bombardement.
Deux groupes de l'armée de l'air vichyste, les I/12 et I/31, furent basés en Syrie. Un 3e groupe, le I/25, fut basé en Tunisie et effectua 855 missions lors de l'opération Torch. 29 appareils furent perdus. Lorsque l'Afrique du Nord rejoignit les Alliés, ils effectuèrent quelques raids contre les Allemands avant d'être remplacés par les B-26. Ils servirent alors au transport de fret.
Il restait 67 exemplaires du LéO 451 à la fin de la guerre.
Après la fin de la Seconde Guerre mondiale, un certain nombre d’appareils furent transformés en LeO 453 avec des moteurs américains Pratt & Whitney R-1830, ou en LeO 455 avec des moteurs Gnome et Rhone 14R (en). Ces appareils devaient être employés jusqu'en septembre 1957 par l'armée de l'air et l'aéronavale comme avions d'essais, de liaison et convoyage de personnels, mais aussi par l'IGN pour des missions photographiques.
Par contre, les  versions 454 à moteurs britanniques Bristol Hercules,  et  458, dotée de moteurs Wright R-2600 de 1 600 ch chacun, ne furent jamais achevées.
561 exemplaires avaient été construits au total, il n'en reste aucun de nos jours.

## Pilotage du LeO 451

### Particularité au décollage
Le LeO 45 était équipé d'un canon de 20 mm sur le dessus qui protégeait l'avion des attaques de chasseurs par l'arrière. Afin de dégager l'axe de tir de ce canon, l'état-major avait imposé un empennage à double dérive. Comme les dérives étaient aux trois quarts sous le plan horizontal de l'empennage elles étaient situées dans la zone de traînée des hélices ce qui perturbait leur fonctionnement et empêchait le pilote d'agir sur les commandes. L'avion, alors incontrôlable, pouvait faire des embardées au décollage, l'extrémité des ailes pouvant toucher le sol et l'avion faire un cheval de bois. À la suite d’une série d’accidents mortels, les groupes équipés de LeO 451 avaient adopté une procédure de décollage, élaborée par l’ingénieur pilote d’essais Jacques Lecarme, qui consistait à bloquer la roulette de queue et "garder le manche au ventre" de manière à maintenir la roulette en contact avec le sol pendant l’accélération. Une fois atteinte la vitesse de 90 km/h, le pilote devait pousser à fond le manche dans le tableau de bord pour soulever l'arrière de l'appareil au-dessus de la traînée des hélices. L'avion pouvait alors atteindre sa vitesse de décollage sans danger.

« Le décollage du Lioré 45 était toujours délicat, l'avion avait tendance à s'embarquer brutalement à gauche ou à droite. Lorsque le pilote ne parvenait pas à le maintenir en ligne droite, il arrivait fréquemment que le train d'atterrissage cédât sous la poussée latérale du poids de l'avion ; l'appareil achevait sa trajectoire sur le ventre et prenait feu presque à tous les coups. Aussi l'équipage éprouvait-il toujours une légère crispation jusqu'au moment où la vitesse devenait suffisante pour que le pilote pût contrôler son appareil.

Il en fut de même cette fois ; le pilote mettait toute son attention à empêcher son appareil de zigzaguer ; le navigateur avait abandonné sa cage vitrée de l'avant, où il aurait été écrasé en cas d'accident et il avait reculé jusqu'au poste de pilotage ; le mécanicien surveillait l'indicateur de vitesse dont l'aiguille grimpait lentement ; le radio tout en agitant son manipulateur suivait des yeux par un hublot le défilé des hangars et s'efforçait d'apprécier la vitesse de l'avion. »

— Pierre Salva, Les Cochons n'ont pas d'ailes, Ed du Scorpion, 1951, p.167
Selon Guillaume de Fontanges, qui apprit à piloter cet avion au printemps 1940 et devint instructeur sur cet appareil, le LeO 45 était délicat à faire décoller, encore plus délicat à faire atterrir, mais "en l'air c'était un merveilleux avion, sans défaut et bien armé".
À leur mise en service, les Leo 451 souffraient de nombreux défauts de fabrication que dénonçaient le général Joseph Vuillemin (chef d'état-major de l'Armée de l'air) et l’Inspection technique. Les moteurs 14N et divers équipements étaient sujets à des pannes qui provoquaient l’interruption de nombreuses missions. Les canons de 20 mm, alimentés par des chargeurs de 60 obus qui ne pouvaient être changés en vol, perdaient de ce fait beaucoup de leur efficacité.
En raison de ces difficultés de fabrication et de pilotage, l’état-major devait demander, au début de 1940, que la production des Léo 451 soit progressivement réduite au bénéfice des Amiot 354.